# Sinoceratops
Sinoceratops är ett utdött släkt av ceratopsier som levde cirka 73 miljoner år sedan.